# Kató Zakros
Kató Zakros je vesnice a mínojský palác, vybudovaný okolo roku 1900 př. n. l. a zničený kolem roku 1450 př. n. l. Nachází se na východním pobřeží ostrova Kréta, na konci Údolí mrtvých. Zřícenina paláce leží zhruba sto metrů od pláže a stejnojmenného turistického střediska. Dodnes bylo nalezeno zhruba 100 místností. Jedná se o původní stavbu, objekt nebyl nikdy přestavěn ani rekonstruován.